# St. George and the Dragon
«St. George and the Dragon» es una canción de la banda pop rock estadounidense Toto, escrita por David Paich. Fue lanzado en octubre de 1979 como segundo sencillo de su segundo álbum de estudio Hydra. 
La canción no llegó a los primeros lugares, pero sí convertiría uno de los mejores sencillos de Toto en 1980. 
Hay muchas referencias entre esta canción y la canción "Hydra" del mismo álbum, como si la historia de San Jorge contra el dragón quisiera identificarse con la de Hércules contra el mitológico dragón de nueve cabezas. En la letra también se pronuncia la palabra Hydra durante la primera y tercera estrofa, mientras que en el libreto del álbum antes de la letra de la canción están escritas las frases "Había un hombre, Había una dama, Había un dragón", frases pronunciadas al principio de todas las estrofas de la canción "Hydra" Por lo tanto, las dos canciones están conectadas por sus letras.

## Video Musical
La canción contó con un videoclip, dirigido por Bruce Gowers. En el video de "St. George and the Dragon" se muestra a la banda tocando la canción en un vertedero interior, aunque en el video anterior también se mostraba a un niño que tenía que luchar contra un monstruo para salvar a su princesa, por lo que algunos piensan que las dos canciones también están conectadas por el video musical.

## Lista de canciones
Sencillo 7"
1. "St. George and the Dragon" - 4:43
2. "A Secret Love" - 3:06

## Rereremcias
1. ↑  «St. George and the Dragon - Toto». AllMusic. Consultado el 27 de marzo de 2025.
2. ↑  «Letra de St. George and the Dragon». letras.com. Consultado el 27 de marzo de 2025.
3. ↑  «Toto: St. George and the Dragon Video musical». IMDb. 1980. Consultado el 27 de marzo de 2025.
4. ↑  «Toto – San Jorge Y El Dragon (St. George And The Dragon)» (Vinilo, 7"). Discogs. España: CBS – CBS 8085. 1980.

- Datos: Q3967513